# Championnats d'Europe de karaté 1994
Les championnats d'Europe de karaté 1994 sont des championnats internationaux de karaté qui ont eu lieu à Birmingham, au Royaume-Uni, en 1994. Cette édition a été la 29e des championnats d'Europe de karaté seniors organisés par la Fédération européenne de karaté chaque année depuis 1966. Un total de 373 athlètes provenant de 34 pays y ont participé.

## Résultats

### Épreuves individuelles

#### Kata
| Rang | Pays    | Karatéka        |
| ---- | ------- | --------------- |
| 1    | France  | Michaël Milon   |
| 2    | Espagne | Luis-María Sanz |
| 3    | Italie  | Pasquale Acri   |

| Rang | Pays      | Karatéka           |
| ---- | --------- | ------------------ |
| 1    | Italie    | Cinzia Colaiacomo  |
| 2    | ?         | ?                  |
| 3    | Allemagne | Schahrzad Mansouri |

#### Kumite

##### Kumite masculin
| Rang | Pays    | Karatéka            |
| ---- | ------- | ------------------- |
| 1    | Turquie | Hakan Yagli         |
| 2    | Espagne | David Luque Camacho |
| 3    | France  | Damien Dovy         |
| 3    | Suède   | P. Eriksson         |

| Rang | Pays       | Karatéka      |
| ---- | ---------- | ------------- |
| 1    | France     | Michaël Braun |
| 2    | Angleterre | Tim Stephens  |
| 3    | Écosse     | S. Cunnungham |
| 3    | Italie     | Daniele Simmi |

| Rang | Pays      | Karatéka             |
| ---- | --------- | -------------------- |
| 1    | France    | Romain Anselmo       |
| 2    | Turquie   | Soykan               |
| 3    | Allemagne | Samad Azadi          |
| 3    | Italie    | Massimiliano Oggiano |

| Rang | Pays       | Karatéka         |
| ---- | ---------- | ---------------- |
| 1    | Angleterre | Wayne Otto       |
| 2    | Italie     | Gennaro Talarico |
| 3    | Autriche   | Daniel Devigli   |
| 3    | France     | Alain Varo       |

| Rang | Pays    | Karatéka        |
| ---- | ------- | --------------- |
| 1    | France  | Gilles Cherdieu |
| 2    | Italie  | David Benetello |
| 3    | Suède   | Gabriel Berg    |
| 3    | Espagne | Meana           |

| Rang | Pays        | Karatéka       |
| ---- | ----------- | -------------- |
| 1    | Espagne     | Oscar Olivares |
| 2    | Indépendant | Jokovic        |
| 3    | Écosse      | Roddie         |
| 3    | Italie      | Salzillo       |

| Rang | Pays      | Karatéka            |
| ---- | --------- | ------------------- |
| 1    | Italie    | Claudio Della Rocca |
| 2    | Croatie   | Enver Idrizi        |
| 3    | Autriche  | George Petermann    |
| 3    | Slovaquie | Ján Stupka          |

##### Kumite féminin
| Rang | Pays     | Karatéka        |
| ---- | -------- | --------------- |
| 1    | Finlande | Sari Laine      |
| 2    | France   | Maryse Mazurier |
| 3    | ?        | ?               |

| Rang | Pays   | Karatéka          |
| ---- | ------ | ----------------- |
| 1    | Italie | Chiara Stella Bux |
| 2    | ?      | ?                 |
| 3    | ?      | ?                 |

| Rang | Pays   | Karatéka          |
| ---- | ------ | ----------------- |
| 1    | France | Sophie Jeanpierre |
| 2    | ?      | ?                 |
| 3    | ?      | ?                 |

| Rang | Pays       | Karatéka        |
| ---- | ---------- | --------------- |
| 1    | Espagne    | C. Hernandez    |
| 2    | ?          | ?               |
| 3    | Angleterre | Patricia Duggin |

## Épreuves par équipe

### Kata par équipe
| Rang | Pays    | Karatékas                                      |
| ---- | ------- | ---------------------------------------------- |
| 1    | France  | Yves Bardreau, Michaël Milon et Laurent Riccio |
| 2    | Italie  |                                                |
| 3    | Espagne |                                                |

| Rang | Pays      |
| ---- | --------- |
| 1    | Espagne   |
| 2    | ?         |
| 3    | Allemagne |

### Kumite par équipe
| Rang | Pays       |
| ---- | ---------- |
| 1    | Italie     |
| 2    | France     |
| 3    | Angleterre |
| 3    | Suisse     |

| Rang | Pays   | Karatékas                                                  |
| ---- | ------ | ---------------------------------------------------------- |
| 1    | France | Sophie Jeanpierre, Maryse Mazurier, Sonia Pallin notamment |
| 2    | ?      |                                                            |
| 3    | Italie | Chiara Stella Bux, notamment                               |